# Maksymilian Lityński
Maksymilian Lityński, właśc. Maksymilian Lifsches (ur. 27 czerwca 1907 w Peczeniżynie, zm. 1982 w Göteborgu) – doktor praw, oficer ludowego Wojska Polskiego, prokurator wojskowy, podpułkownik, wykładowca CW MSW.

## Życiorys
Urodził się 27 czerwca 1907 w Peczeniżynie. Pochodził z rodziny żydowskiej. Jego ojcem był A. Lifsches, a matką A. Hessel. Znany był również jako Maksymilian Lifsches. Kształcił się w Państwowym Gimnazjum im. Franciszka Karpińskiego w Śniatynie. W 1933 ukończył studia prawnicze na Wydziale Prawa Uniwersytetu Jana Kazimierza we Lwowie. W 1939 uzyskał tytuł naukowy doktora praw.
Po wybuchu II wojny światowej brał udział w kampanii wrześniowej. Od marca do grudnia 1944 był zatrudniony w banku państwowym w Kołomyi Stanisławowie. Od stycznia do marca 1945 mieszkał w Przemyślu. 29 lutego 1945 został powołany do ludowego Wojska Polskiego. W 1946 był w stopniu podporucznika. Był oskarżycielem w procesach działaczy i żołnierzy niepodległościowych. W stopniu kapitana na przełomie 1946/1947 był oskarżycielem w procesie Szymona Poradowskiego, żądającym kary śmierci. 7 czerwca 1947 przed wojskowym sądem doraźnym w Lesznie w stopniu majora był oskarżycielem biorących udział w potyczce żołnierzy polskich i radzieckich w Lesznie w 1947. Był szefem Wydziału Nadzoru Prokuratorskiego Nad Śledztwem w Sprawach Szczególnych. Od 2 listopada 1948 do 31 października 1950 pełnił stanowisko zastępcy Naczelnego Prokuratora Wojskowego. Później był wiceszefem Zarządu Sądownictwa Wojskowego. Jako prokurator w pionie sądownictwa szczególnego służył do 29 lipca 1955, gdy został przeniesiony do rezerwy. Później był zatrudniony w Komitecie do spraw Bezpieczeństwa Publicznego. Następnie pracował w Centrum Wyszkolenia Ministerstwa Spraw Wewnętrznych w Legionowie, gdzie od 1 lutego 1956 był kierownikiem Katedry Prawa i Śledztwa w Szkole Nr 1, od 28 listopada 1957 był Inspektorem Prawa i Kryminalistyki w Kierownictwie CW MSW, od 1 grudnia 1957 był kierownikiem Katedry Prawa i Kryminalistyki w Dwuletniej Szkole Starszych Oficerów Służby Bezpieczeństwa, a od 1 stycznia 1959 do 31 maja 1960 w stopniu podpułkownika był kierownikiem Katedry Prawa i Kryminalistyki CW MSW. Publikował w czasopiśmie „Palestra”.
W sierpniu 1969 ubiegał się o zgodę na wyjazd do Izraela. Zgodę uzyskał 8 sierpnia 1969. Ostatecznie wyemigrował do Szwecji. Zmarł w 1982 w Göteborgu.

## Odznaczenia
- Srebrny Krzyż Zasługi (po raz drugi w 1946, za bohaterskie czyny i dzielne zachowanie się w walce z niemieckim najeźdźcą, oraz za sumienne wypełnianie obowiązków służbowych)[8]